# Ballyclogh
Ballyclogh es una localidad situada en el condado de Cork de la provincia de Munster (República de Irlanda), con una población en 2016 de 259 habitantes.
Se encuentra ubicada al suroeste del país, a poca distancia de la ciudad de Cork y de la costa del océano Atlántico.
La villa tiene una torre vieja construida por la familia Barry cerca de 1640, fue renovada durante el siglo XIX, ahora está en ruinas.